# Зараєво
Зара́єво (болг. Зараево) — село в Тирговиштській області Болгарії. Входить до складу общини Попово.

## Населення
За даними перепису населення 2011 року у селі проживала 921 особа.
Національний склад населення села:
| Національність   | Кількість осіб | Відсоток |
| ---------------- | -------------- | -------- |
| болгари          | 222            | 24,5%    |
| турки            | 180            | 19,8%    |
| не визначились   | 446            | 49,2%    |
| Всього відповіли | 907            |          |

Розподіл населення за віком у 2011 році:
Динаміка населення: